# ВРЗ (мини-футбольный клуб)
МФК ВРЗ — белорусская мини-футбольная команда из Гомеля, в 2005—2015 годах — футзальная команда (футзал по версии AMF). Многократный чемпион и обладатель Кубка Беларуси по футзалу (по версии AMF), двукратный обладатель Кубка европейских чемпионов (по версии AMF)
С 2014 года выступает в высшей лиге чемпионата Беларуси по мини-футболу.

## Достижения

### Футзал
Чемпионат Республики Беларусь
- Чемпион: 2012, 2013, 2014
- Серебряный призёр: 2011
- Бронзовый призёр: 2007, 2008, 2010, 2015

Кубок Республики Беларусь
- Обладатель: 2007, 2010, 2012, 2014
- Финалист: 2008, 2011, 2015

Кубок европейских чемпионов
- Обладатель: 2012, 2013

Кубок УЕФС
-  Бронзовый призёр: 2011

Победитель первого чемпионата "Восточно-европейской футзальной лиги" (2012)
Чемпионат Европы по футзалу
- Александр Коваль, Дмитрий Куди, Дмитрий Лось, Дмитрий Теслюк, Владислав Селюк стали чемпионами Европы в составе сборной команды Республики Беларусь по футзалу

За период 2007-2014 гг. двадцати двум игрокам команды присвоено звание "Мастер спорта Республики Беларусь"

## Текущий состав
| № |               | Поз. | Имя                | Год рождения |
| - | ------------- | ---- | ------------------ | ------------ |
|   | Флаг Беларуси | Вр   | Сергей Василенко   | 1989         |
|   | Флаг Украины  | Вр   | Юрий Дегтяренко    | 1990         |
|   | Флаг Беларуси | Вр   | Дмитрий Куди       | 1985         |
|   | Флаг Беларуси | Уни  | Юрий Березовский   | 1999         |
|   | Флаг Беларуси | Уни  | Дмитрий Гончаров   | 1983         |
|   | Флаг Украины  | Уни  | Вячеслав Григорьев | 1988         |
|   | Флаг Беларуси | Уни  | Артём Гусельников  | 1988         |
|   | Флаг Украины  | Уни  | Евгений Клочко     | 1989         |

| № |               | Поз. | Имя               | Год рождения |
| - | ------------- | ---- | ----------------- | ------------ |
|   | Флаг Беларуси | Уни  | Александр Коваль  | 1985         |
|   | Флаг Беларуси | Уни  | Станислав Лемешко | 1986         |
|   | Флаг Беларуси | Уни  | Антон Матвеенко   | 1989         |
|   | Флаг Беларуси | Уни  | Алексей Пинчук    | 1991         |
|   | Флаг Беларуси | Уни  | Дмитрий Рябцев    | 1991         |
|   | Флаг Беларуси | Уни  | Владислав Селюк   | 1993         |
|   | Флаг Беларуси | Уни  | Евгений Чернейко  | 1993         |
|   | Флаг Украины  | Уни  | Дмитрий Шамли     | 1993         |

## Руководство и тренерский штаб
- Представитель команды — Валерий Михайлович Зыков (1949)
- Главный тренер — Анатолий Иванович Яновский (1968)
- Тренер — Сергей Викторович Василенко (1989)
- Тренер - администратор — Денисовский Михаил Викторович

## История выступлений
Мини-футбол
| Сезон   | Лига        | Место  | И  | В  | Н | П  | РМ     | О  | Кубок      |
| ------- | ----------- | ------ | -- | -- | - | -- | ------ | -- | ---------- |
| 2014/15 | Высшая лига | 6 (16) | 32 | 15 | 4 | 13 | 91-80  | 49 | 1/2 финала |
| 2015/16 | Высшая лига | 4 (16) | 37 | 19 | 5 | 13 | 114-79 | 62 | 1/4 финала |
| 2016/17 | Высшая лига | 2(16)  | 38 | 27 | 3 | 8  | 150-80 | 84 | 1/4 финала |